# Verena Tönjes
Verena Tönjes (* 1989 in Nordenham) ist eine deutsche Mezzosopranistin, die sowohl auf der Opernbühne als auch im Konzertbereich tätig ist. Sie ist bekannt für ihr warmes Timbre und ihre schauspielerische Intensität.

## Leben
Verena Tönjes begann ihre Ausbildung mit einem Studium der Musik und Spanisch auf Lehramt an der Universität zu Köln, das sie mit dem Ersten Staatsexamen abschloss. Anschließend studierte sie Gesang im Bachelor an der Robert Schumann Hochschule Düsseldorf bei Stella Doufexis und Konrad Jarnot sowie im Master an der Universität der Künste Berlin bei Albert Pesendorfer. 
Seit der Spielzeit 2020/21 ist Tönjes festes Ensemblemitglied am Staatstheater Mainz, wo sie ihr Debüt als Ramiro in Mozarts La Finta Giardiniera gab. Zu ihren weiteren bedeutenden Rollen dort zählen Hänsel in Hänsel und Gretel von Humperdinck, Emilia in Verdis Otello, Baba the Turk in The Rake’s Progress sowie Mrs. Lovett in Sweeney Todd.
Im Jahr 2024 gab sie ihr Rollendebüt als Oktavian im Rosenkavalier von Richard Strauss sowie in der Titelrolle von Carmen von Georges Bizet. Zudem sang sie 2021 als Hänsel am Staatstheater Wiesbaden und 2022 am Oldenburgischen Staatstheater. Ihre Darstellung von Hannah/Rabbih/Henry in Angels in America von Peter Eötvös am Theater Bremen im Jahr 2023 wird ebenfalls hervorgehoben. 
Tönjes war 2019 Vokalsolistin in der Uraufführung von Heart Chamber der Komponistin Chaya Czernowin an der Deutschen Oper Berlin und trat in der Berliner Philharmonie und dem Konzerthaus Berlin auf. 2023 war sie in der Kölner Philharmonie in einer szenischen Aufführung von György Ligetis Aventures und Nouvelles Aventures zu erleben.
Intensiv widmet sich Tönjes dem Liedgesang. Gemeinsam mit ihrer Duopartnerin Daria Tudor entwickelte sie das szenisch-konzeptuelle Liedprogramm Songs of the Clown, das auch auf CD erschien. Sie gab Liederabende mit Eric Schneider und Steffen Schleiermacher und sang die Lieder eines fahrenden Gesellen von Gustav Mahler mit der Rheinischen Musikakademie Mainz.
Neben ihrer Gesangskarriere ist Tönjes auch als Tänzerin aktiv und hat eine Ausbildung zur Yogalehrerin (Iyengar-Yoga) absolviert.

## Ehrungen und Auszeichnungen
- Preisträgerin des Internationalen Gesangswettbewerbs der Kammeroper Schloss Rheinsberg
- Preisträgerin des 5. Talente Campus des Philharmonischen Chores Berlin
- 2019: zwei Preise beim Paula Salomon-Lindberg-Wettbewerb „Das Lied“ (gemeinsam mit Daria Tudor)[4]
- Stipendiatin der Internationalen Opernwerkstatt Waiblingen unter der Schirmherrschaft von Thomas Hampson und Melanie Diener